# Pieter Franciscus Peters sr.
Pieter Franciscus Peters (gedoopt Nijmegen, 27 november 1787 – aldaar, januari 1867) was een Nederlandse schilder en glazenier. Hij wordt ook vermeld als Peter Francis Peters.

## Leven en werk
Peters werd gedoopt bij de Statie van de Minderbroeders te Nijmegen als Petrus Franciscus, zoon van Willem Peters en Joanna Joosten. Hij wordt later vermeld als Peter, Petrus en Pieter. Peters werd opgeleid in het schildersvak door bloemschilder Piet Lamers en werkte vervolgens als huis- en rijtuigschilder in Nijmegen. Hij schilderde en tekende landschappen en stadsgezichten. Hij exposeerde onder meer twee landschappen tijdens een tentoonstelling van Levende Meesters in 1843 in Nijmegen. Peters gaf schilderles aan zijn zoon Pieter Franciscus Peters jr.
Peters meldde aan Immerzeel dat hij zich op het glasschilderen ging richten nadat hij in het bezit kwam van 'boekwerken' over dat onderwerp. Volgens Hoogveld was hij rond 1817 de eerste in Nederland die zich daar weer mee bezighield. Peters experimenteerde met brandschilderen en kleurstoffen. In 1821 ontving hij een premie van de Nederlandsche Huishoudelijke Maatschappij voor zijn uitvindingen op dat gebied en in 1826 een toekenning van koning Willem I "tot aanmoediging en voortzetting van zijnen arbeid in het glasschilderen".
In 1827 kreeg Peters de opdracht om vier portretten uit het Koninklijk Kabinet op glas te schilderen. Hij schilderde de portretten van Willem I, Maurits, Frederik Hendrik en Willem II van Oranje vergezeld van een tafereel uit hun geschiedenis. Het werk was bestemd voor Paleis Noordeinde. De lokale krant roemde "de kracht en juistheid der geschilderde portretten, de schoonheid en den gloed der kleuren, de smaakvolle ornamenten en inzonderheid de genievolle, door den kunstenaar grootstendeels zelven ontworpene, geschiedkundige tafereelen". Toen Peters het eerste raam had gemaakt was opperintendant W.F. graaf van Reede echter niet tevreden met het resultaat en hij wilde de rest van de opdracht intrekken. De koning liet de opdracht doorgaan en de ramen werden geplaatst in de rode zaal van het paleis. Het is niet bekend waar ze tegenwoordig verblijven. Verder is behalve twee glas-in-loodfragmenten geen ander uitgevoerd werk van Peters bekend. Wel zijn er diverse ontwerpen van hem bewaard gebleven, onder meer voor glas-in-loodramen in de Nijmeegse Stevenskerk.
Peters verliet in de nacht van 9 op 10 januari 1867 zijn huis en is vermoedelijk in de Waal gevallen en verdronken. In mei 1867 werd zijn lichaam in de rijswaard tegenover Druten op de oever gevonden. Hij werd 80 jaar.

## Afbeeldingen

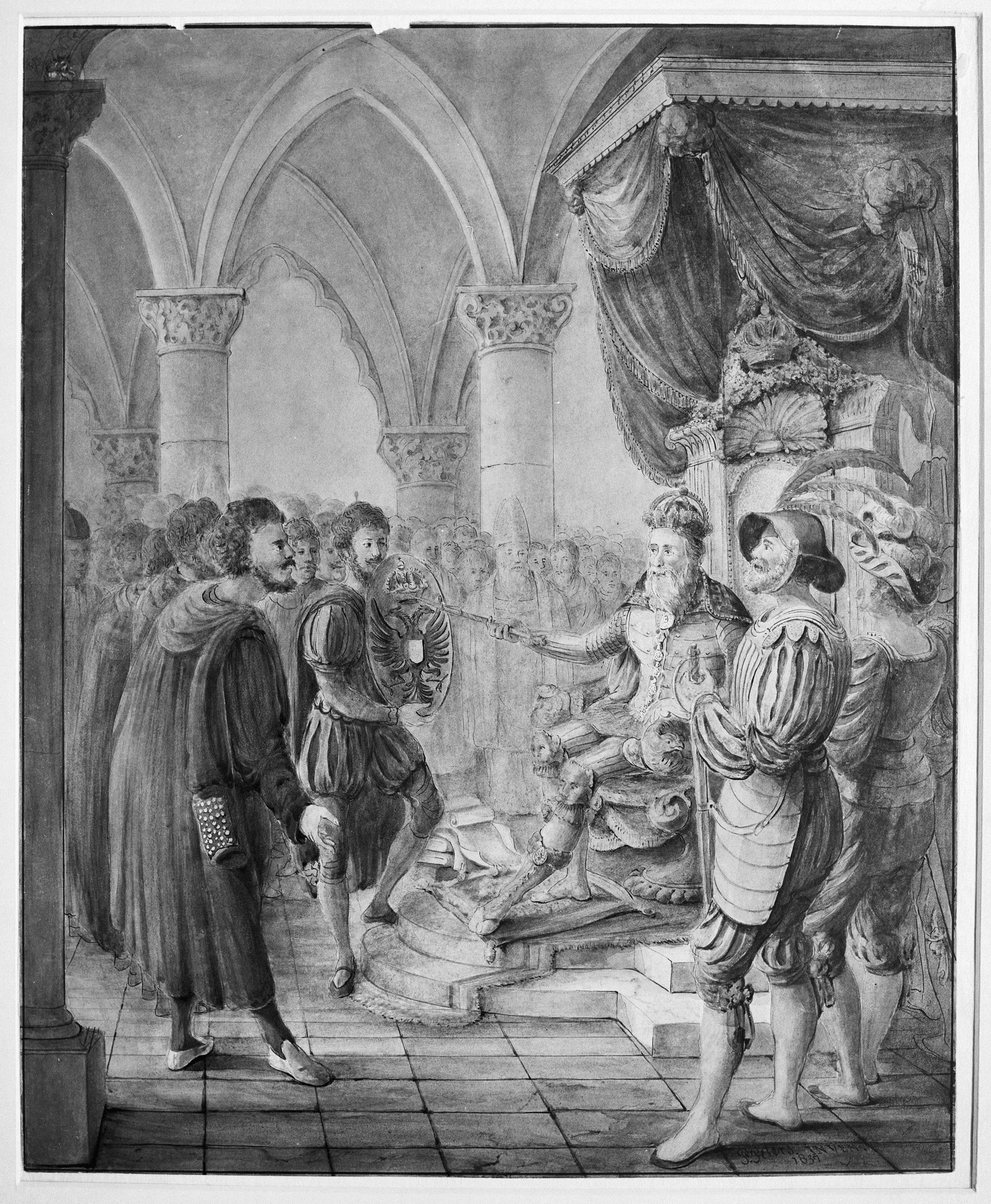
ontwerptekening voor raam met Karel V
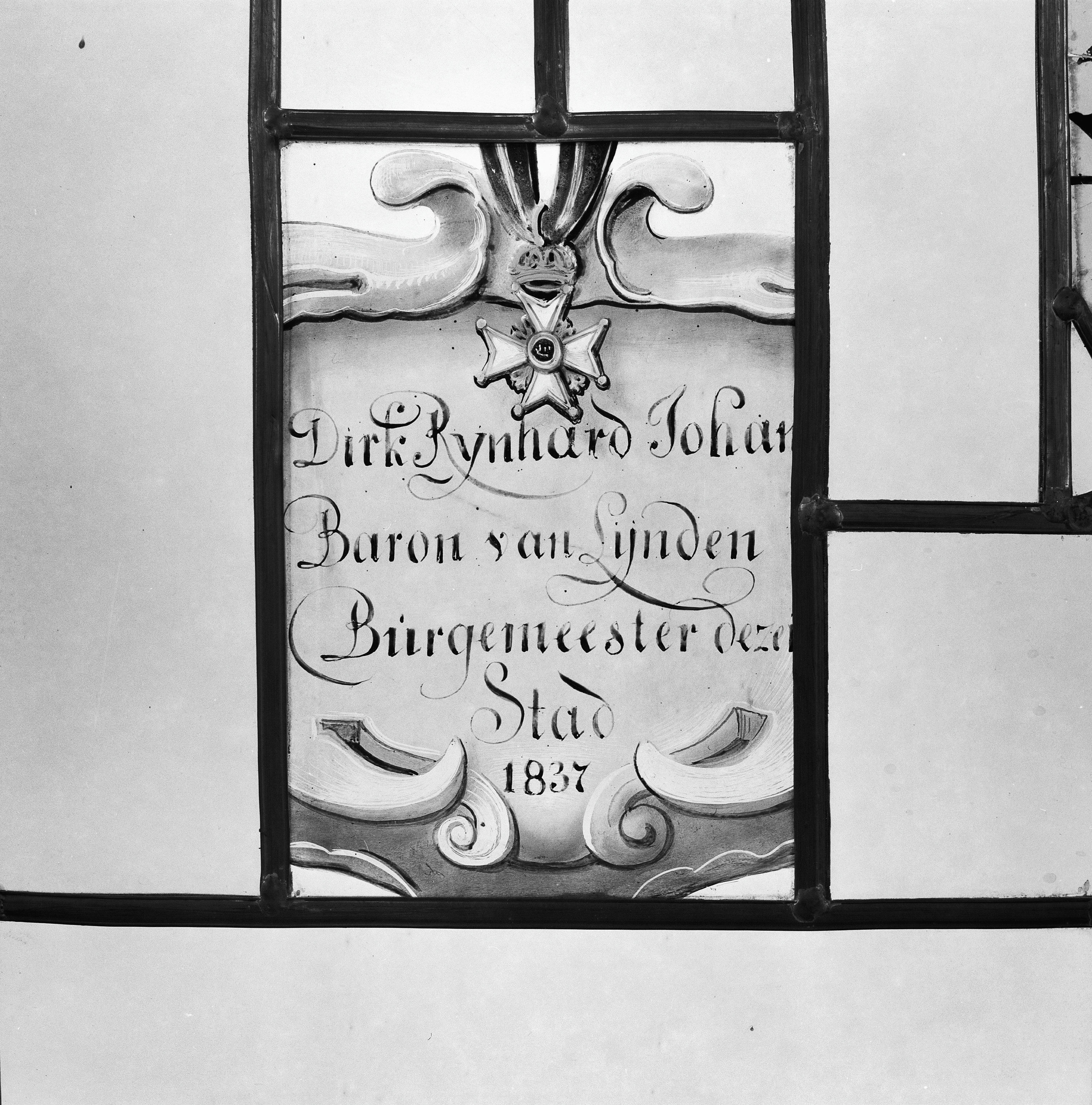
cartouche met de naam van burgemeester jhr. mr. Dirk van Lijnden (1837)
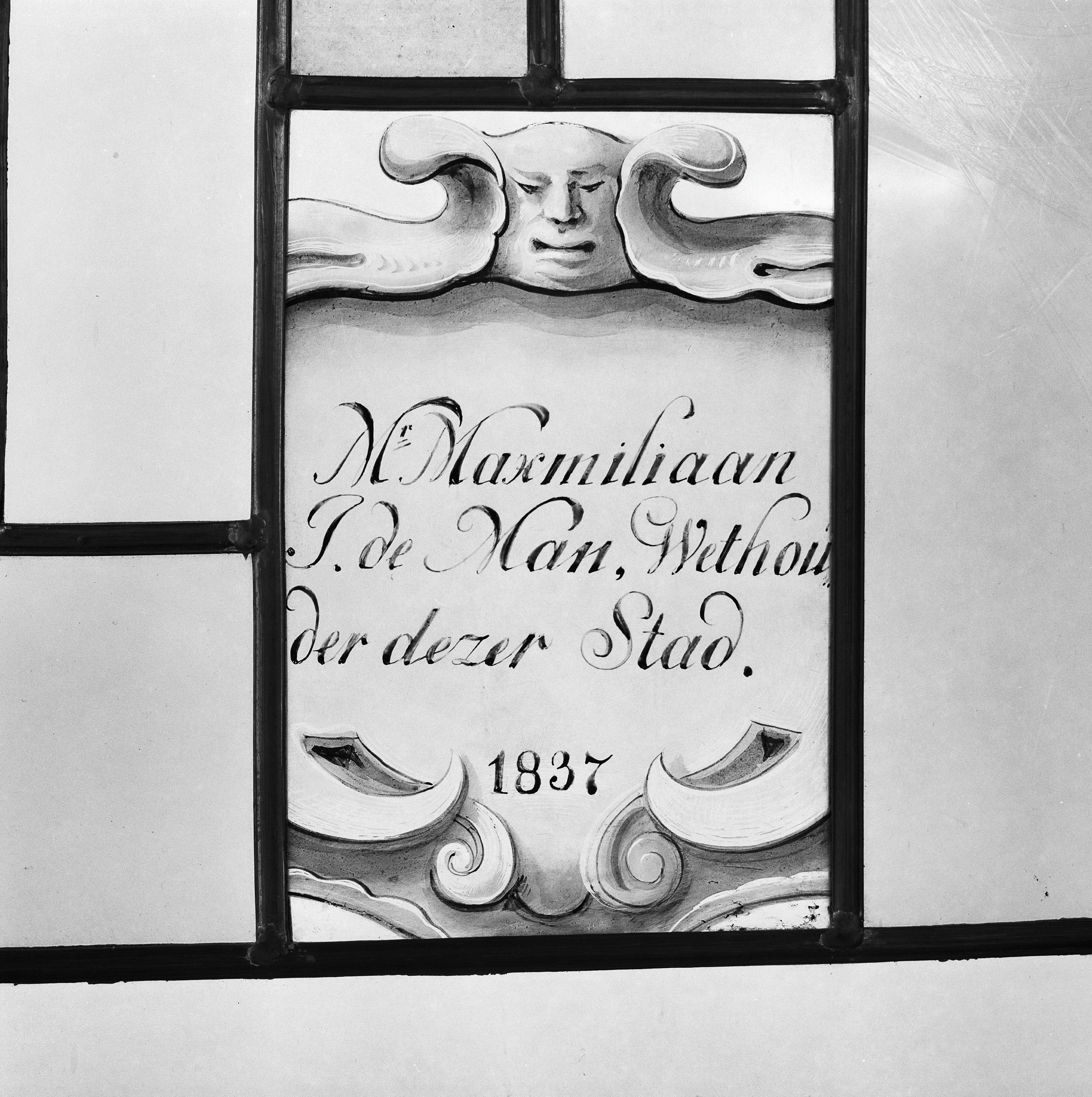
cartouche met de naam van wethouder mr. M.J. de Man (1838)